# Вьетнамизация
Вьетнамизация (англ. Vietnamization) — название политики администрации Никсона в отношении войны во Вьетнаме, сформулированной в 1969 году.

## Доктрина
Доктрина «вьетнамизации» была выдвинута министром обороны США Мелвином Лэйрдом весной 1969 года после его визита в Южный Вьетнам. Она стала ответом на поиски администрацией Никсона новой концепции американской политики в отношении Вьетнамской войны. Никсон победил на президентских выборах 1968 года под лозунгом «почётного мира» во Вьетнаме. К этому моменту война была крайне непопулярна в американском обществе; для сдерживания общественного недовольства Никсону требовалось прежде всего уменьшить людские потери вооружённых сил США во Вьетнаме.
Окончательно доктрина «вьетнамизации» была сформулирована во время встречи Никсона с южновьетнамским президентом Нгуеном Ван Тхиеу на острове Мидуэй (8 июня 1969 года). Она предусматривала количественное (создание новых подразделений, дополнительные поставки военной техники) и качественное (улучшение подготовки солдат, перевооружение современным оружием и техникой) развитие армии Южного Вьетнама с тем, чтобы она постепенно обрела возможность самостоятельно вести войну против коммунистических сил. Одновременно было объявлено о начале постепенного вывода американских войск из страны, рассчитанного на несколько лет. Дальнейшее развитие «вьетнамизации» было сформулировано Никсоном на острове Гуам 25 июля и получило название «Гуамская доктрина» или «доктрина Никсона». Согласной ей, США гарантировали своим союзникам значительную экономическую и военную помощь в случае необходимости отражения коммунистической агрессии, однако отказывались от направления собственного воинского контингента.

## Результаты

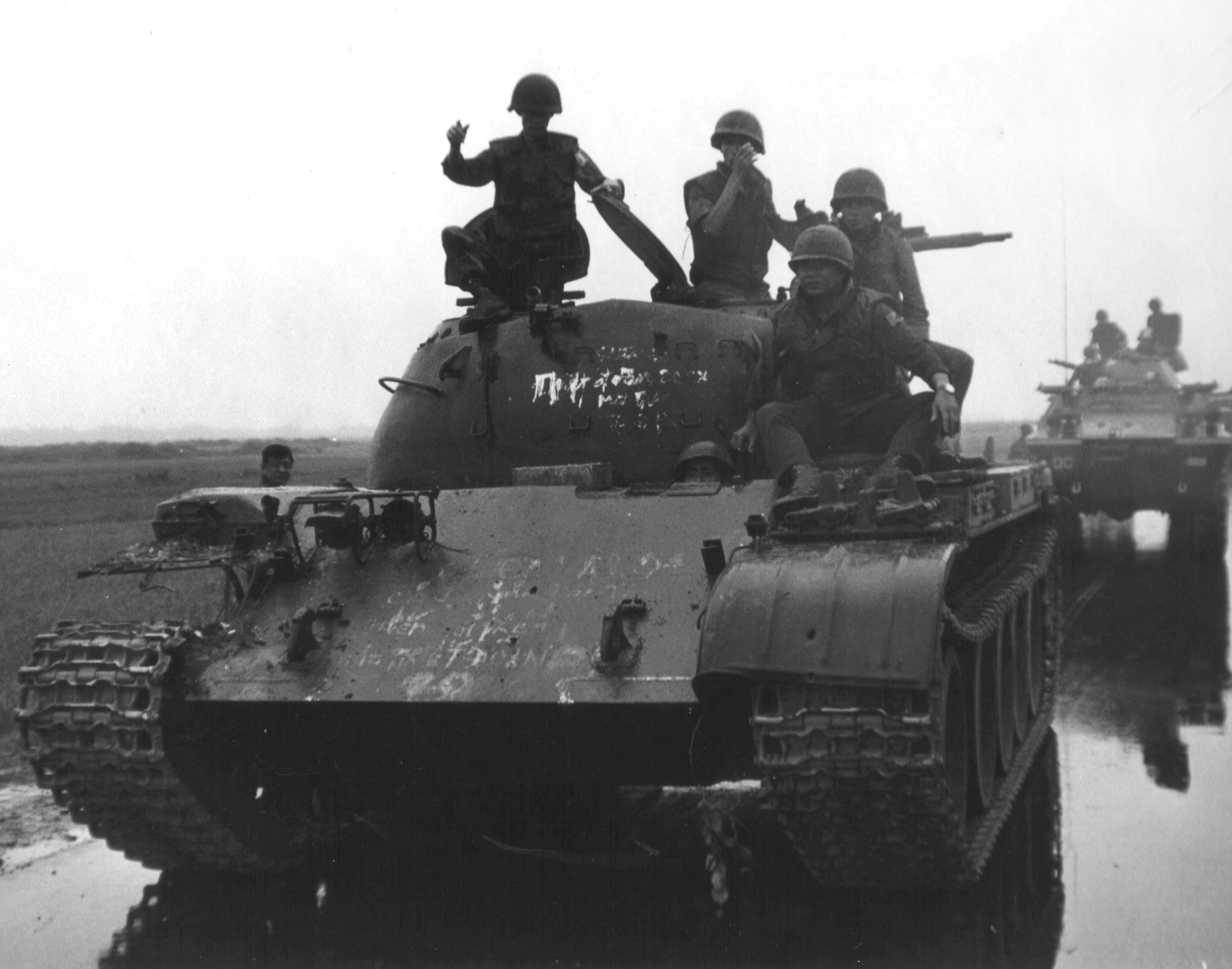
Южновьетнамские солдаты на захваченном северовьетнамском танке Тип 59

Южновьетнамское руководство никогда не употребляло термин «вьетнамизация», считая, что он создаёт ложное впечатление, будто бы до 1969 года война велась исключительно силами США без какого-либо участия самого Южного Вьетнама. В целом доктрина «вьетнамизации» имела определённый положительный результат, что было продемонстрировано успехами южновьетнамской армии во время Пасхального наступления 1972 года. Однако существенным её недостатком было то, что американское руководство относилось к ней в первую очередь как к предлогу для сворачивания своего участия в войне, а не как к средству увеличения эффективности южновьетнамской армии. События весеннего наступления 1975 года показали, что Южный Вьетнам на тот момент был неспособен противостоять противнику в полной изоляции от США, что и обусловило его поражение.

## Современное использование термина
В современном политическом языке термин «вьетнамизация» обычно означает политику, направленную на перенесение основной ответственности за ведение боевых действий с иностранных вооружённых сил на местные. Появились и похожие термины (например, «чеченизация»).
Иногда термин «вьетнамизация» по отношению к какому-либо военному конфликту ошибочно используется в смысле «превращения во второй Вьетнам».